# World League di pallavolo 2012
La XXIII World League di pallavolo si è svolta dal 18 maggio all'8 luglio 2012. La fase finale, a cui hanno partecipato le migliori sei squadre, si è tenuta a Sofia, in Bulgaria, dal 4 all'8 luglio 2012.

## Gironi
| Gruppo A                    | Gruppo B                         | Gruppo C                                 | Gruppo D                               |
| --------------------------- | -------------------------------- | ---------------------------------------- | -------------------------------------- |
| Russia Cuba Serbia Giappone | Brasile Polonia Finlandia Canada | Italia Stati Uniti Francia Corea del Sud | Argentina Bulgaria Germania Portogallo |

## Prima fase
In questa fase le squadre sono state divise in quattro gironi, che si disputano nell'arco di quattro week-end. Ogni squadra affronta le altre per quattro volte, e ogni nazione ospita uno dei quattro week-end di gara. La squadra vincitrice conquista tre punti in caso di vittoria piena (3-0 o 3-1) oppure due punti in caso di vittoria al tie-break (3-2), viceversa la squadra perdente non conquista nessun punto se viene sconfitta per 3-0 o 3-1, mentre conquista un punto se perde per 3-2. In caso di parità di punti la classifica viene stilata tenendo conto nell'ordine dei seguenti fattori:
- Partite vinte
- Quoziente punti
- Quoziente set

Le prime classificate di ogni girone si qualificano alla final six, insieme alla migliore seconda ed alla Bulgaria, organizzatrice della fase finale. Se quest'ultima si piazzerà al primo posto del suo girone, si qualificheranno insieme alle prime le due migliori tra le seconde classificate.

## Fase finale
Luogo:  Sofia

### Finali 1º e 3º posto
|  | Semifinali  | Semifinali  | Semifinali |         |             | Finale          | Finale          | Finale          |  |
|  |             |             |            |         |             |                 |                 |                 |  |
|  | Stati Uniti | Stati Uniti | 3          |         |             |                 |                 |                 |  |
|  | Stati Uniti | Stati Uniti | 3          |         |             |                 |                 |                 |  |
|  | Cuba        | Cuba        | 0          |         |             |                 |                 |                 |  |
|  | Cuba        | Cuba        | 0          |         | Stati Uniti | Stati Uniti     | 0               |                 |  |
|  |             |             |            |         | Stati Uniti | Stati Uniti     | 0               |                 |  |
|  |             |             | Polonia    | Polonia | 3           |                 |                 |                 |  |
|  | Polonia     | Polonia     | Polonia    | Polonia | 3           | 3               |                 |                 |  |
|  | Polonia     | Polonia     |            |         |             | 3               |                 |                 |  |
|  | Bulgaria    | Bulgaria    | 0          |         |             | Finale 3º posto | Finale 3º posto | Finale 3º posto |  |
|  | Bulgaria    | Bulgaria    | 0          |         |             |                 |                 |                 |  |
|  |             |             |            |         |             |                 |                 |                 |  |
|  |             |             |            |         |             | Cuba            | Cuba            | 3               |  |
|  |             |             |            |         |             | Cuba            | Cuba            | 3               |  |
|  |             |             |            |         |             | Bulgaria        | Bulgaria        | 2               |  |

## Podio

### Campione
Formazione: 1 Piotr Nowakowski, 2 Michał Winiarski, 4 Grzegorz Kosok, 5 Paweł Zagumny, 6 Bartosz Kurek, 7 Jakub Jarosz, 9 Zbigniew Bartman, 10 Łukasz Wiśniewski, 13 Michał Kubiak, 14 Michał Ruciak, 15 Łukasz Żygadło, 16 Krzysztof Ignaczak, 17 Paweł Zatorski, 18 Marcin Możdżonek, CT: Andrea Anastasi

### Secondo posto
Formazione: 1 Matthew Anderson, 2 Sean Rooney, 4 David Lee, 5 Richard Lambourne, 6 Paul Lotman, 7 Donald Suxho, 8 William Priddy, 11 Brian Thornton, 12 Russell Holmes, 13 Clayton Stanley, 20 David Smith, 21 David McKienzie, CT: Alan Knipe

### Terzo posto
Formazione: 1 Wilfredo León, 2 Lian Estrada, 3 Gustavo Leyva, 6 Keibel Gutiérrez, 8 Rolando Cepeda, 10 Danger Quintana, 11 Lázaro Fundora, 12 Henry Bell, 13 David Fiel, 14 Yordan Bisset, 16 Isbel Mesa, 18 Yosmany Díaz, CT: Orlando Samuels

## Classifica finale
| Classifica | Squadre       |
| ---------- | ------------- |
|            | Polonia       |
|            | Stati Uniti   |
|            | Cuba          |
| 4          | Bulgaria      |
| 5          | Germania      |
| 6          | Brasile       |
| 7          | Francia       |
| 8          | Russia        |
| 9          | Serbia        |
| 10         | Argentina     |
| 11         | Italia        |
| 12         | Canada        |
| 13         | Finlandia     |
| 14         | Corea del Sud |
| 15         | Giappone      |
| 16         | Portogallo    |